# Garrett TFE731
Les Garrett TFE731 (désormais « Honeywell TFE731 ») sont une famille de turbosoufflantes à engrenages couramment utilisées dans l'aviation d'affaires. Les moteurs furent à l'origine conçus et fabriqués par Garrett AiResearch, puis, en raison de fusions, furent produits plus tard par AlliedSignal, puis Honeywell Aerospace.
Depuis leur présentation en 1972, plus de 11 000 exemplaires de ces moteurs ont été fabriqués, pour un total de plus de 100 millions d'heures accumulées par 20 modèles différents.

## Conception et développement
Le TFE731 fut basé sur le cœur du TSCP700, qui fut spécifiquement développé pour servir de groupe auxiliaire de puissance (APU) sur le McDonnell Douglas DC-10. Ce concept comprenait deux facteurs importants : une faible consommation de carburant et des niveaux de bruit  corrects, ce qui correspondait justement bien aux nouvelles normes anti-pollution sonore alors mises en place aux États-Unis.
Le premier test du TFE731 fut effectué en 1970 à l'usine de Garrett à Torrance, en Californie. Le premier modèle de production, le TFE731-2, commença à sortir des lignes d'assemblage en août 1972, et fut utilisé par le Learjet 35-36 et le Dassault Falcon 10, les deux entrant en production en 1973. Le TFE731-3 fut conçu pour être utilisé dans le programme de remotorisation du Lockheed JetStar, et les versions suivantes furent utilisées sur de nombreux avions, incluant le Learjet 55.
En 1975, le TFE731 fut nommé « Aviation Product of the Year » par Ziff Davis.
La version TFE731-5 fut certifiée en 1982 et, dix ans plus tard, un moteur utilisant le corps central du TFE731-5 et la soufflante du TFE731-3 fut construit et désigné TFE731-4, prévu pour la propulsion du Cessna Citation VII.
La version plus récente est la TFE731-50, basée sur le TFE731-60 utilisé sur le Falcon 900DX, qui passa son programme de tests en vol en 2005. Honeywell a développé ce moteur en entier avec sa nacelle comme candidat pour rééquiper un bon nombre d'avions possédant des moteurs plus anciens.

## Caractéristiques
Le TFE731-60 a un diamètre d'entrée d'air de 787 mm. La soufflante est constituée de 22 pales, 52 ailettes-guides de sortie et 10 supports. Elle est mise en rotation via une boîte à engrenages.
Le compresseur à 5 étages est constitué de 4 étages basse-pression (BP) axiaux et un étage centrifuge haute-pression.

## Versions
(Données du tableau recueillies sur le site officiel de Honeywell Aerospace)
| Modèle           | Marché concerné                                            | Diamètre maxi. (enveloppe extérieure) | Longueur | Poussée maximale au décollage (au niveau de la mer) |
| ---------------- | ---------------------------------------------------------- | ------------------------------------- | -------- | --------------------------------------------------- |
| TFE731-2         | Aviation d'affaires / Avions d'entraînement militaires     | 100,1 cm                              | 152,1 cm | 15,57 kN                                            |
| TFE731-3         | Aviation d'affaires / Avions d'entraînement militaires     | 100,1 cm                              | 152,1 cm | 16,46 kN                                            |
| TFE731-4R        | Aviation d'affaires / Avions d'entraînement militaires     | 100,1 cm                              | 152,9 cm | 18,15 kN                                            |
| TFE731-5R        | Aviation d'affaires / Avions d'entraînement militaires     | 102,9 cm                              | 166,6 cm | 20,02 kN                                            |
| TFE731-5AR       | Aviation d'affaires / Avions d'entraînement militaires     | 102,9 cm                              | 231,4 cm | 20,02 kN                                            |
| TFE731-5BR       | Aviation d'affaires / Avions d'entraînement militaires     | 102,9 cm                              | 231,4 cm | 21,13 kN                                            |
| TFE731-20R       | Aviation d'affaires / Avions d'entraînement militaires     | 100,1 cm                              | 154,7 cm | 16,24 kN                                            |
| TFE731-20AR      | Aviation d'affaires / Avions d'entraînement militaires     | 100,1 cm                              | 154,7 cm | 16,24 kN                                            |
| TFE731-20BR      | Aviation d'affaires / Avions d'entraînement militaires     | 100,1 cm                              | 154,7 cm | 16,24 kN                                            |
| TFE731-40R       | Aviation d'affaires / Avions d'entraînement militaires     | 100,1 cm                              | 154,7 cm | 18,90 kN                                            |
| TFE731-40AR      | Aviation d'affaires / Avions d'entraînement militaires     | 100,1 cm                              | 154,7 cm | 19,66 kN                                            |
| TFE731-50R       | Aviation d'affaires / Avions d'entraînement militaires     | 102,6 cm                              | 209 cm   | 22,24 kN                                            |
| TFE731-60        | Aviation d'affaires / Avions d'entraînement militaires     | 107,7 cm                              | 209 cm   | 22,24 kN                                            |
| HTF7000          | Aviation d'affaires                                        | 112 cm                                | 245,9 cm | 30,89 kN                                            |
| HTF7350          | Aviation d'affaires                                        | 112 cm                                | 228,3 cm | 33,50 kN                                            |
| HTF7250G         | Aviation d'affaires                                        | 112 cm                                | 228,3 cm | 34,54 kN                                            |
| HTF7500E         | Aviation d'affaires                                        | 111,5 cm                              | 228,3 cm | 33,98 kN                                            |
| F124-GA-100      | Avions d'entraînement militaires / Avions d'attaque au sol | 91,4 cm                               | 169,7 cm | 26,20 kN                                            |
| F124-GA-200      | Avions d'entraînement militaires / Avions d'attaque au sol | 91,4 cm                               | 259,3 cm | 26,11 kN                                            |
| F125IN (sans PC) | Avions d'attaque au sol                                    | 91,4 cm                               | 313,7 cm | 25,62 kN                                            |
| F125IN (avec PC) | Avions d'attaque au sol                                    | 91,4 cm                               | 315 cm   | 40,39 kN                                            |

Les F124 et F125 sont des dérivés à destination d'appareils militaires, qui existent en versions avec ou sans postcombustion.

## Applications
- Aero L-39 Albatros (Seulement le prototype) : TFE731-4-1T ;
- AIDC AT-3 Tzu-Chiang : TFE731-2-2L ;
- Boeing Skyfox : TFE731-3A ;
- British Aerospace BAe 125 et Hawker 800 :
  - TFE731-3-1RH (Series 700A et 700B) ;
  - TFE731-5BR1H (Hawker 800XP et 850XP) ;
  - TFE731-50R (Hawker 900XP).
- CASA C-101 Aviojet : TFE731-2-2J ;
- Cessna Citation III/VI/VII :
  - TFE731-3B (Citation III et VI) ;
  - TFE731-4R (Citation VII).
- Dassault Falcon 10 : TFE731-2 ;
- Dassault Falcon 20 (en retour à l'usine) : en remplacement du General Electric CF700 ;
- Dassault Falcon 50 :
  - TFE731-3-1C (Falcon 50) ;
  - TFE731-40 (Falcon 50EX).
- Dassault Falcon 900 :
  - TFE731-5AR-1C (Falcon 900) ;
  - TFE731-5BR-1C (Falcon 900B) ;
  - TFE731-60 (Falcon 900EX) ;
  - TFE731-60 (Falcon 900DX).
- FMA IA 63 Pampa : TFE731-2-2N ;
- Gulfstream G100/G150/C-38 Courier (anciennement IAI 1125 Astra SPX) ;
  - TFE731-3A-200G : IAI 1125 Astra ;
  - TFE731-40R-200G : IAI 1125 Astra SPX, Gulstream G100/C38 ;
  - TFE731-40AR-200G : Gulstream G150.
- Hongdu JL-8 K-8 : TFE731-2A-2A ;
- IAI 1124A Westwind II : TFE731-3-1G ;
- Learjet 31 (en) : TFE731-2 ;
- Learjet 35/C-21 :
  - TFE731-2-2A (Learjet 35) ;
  - TFE731-2-2B (Learjet 35A et 36) ;
- Learjet 40 :
  - TFE731-20AR (Learjet 40) ;
  - TFE731-20BR (Learjet 40XR).
- Learjet 45
  - TFE731-20 (Learjet 45) ;
  - TFE731-20BR (Learjet 45XR).
- Learjet 55 : TFE731-3A-2B ;
- Learjet 75 : TFE731-40BR ;
- Lockheed JetStar ;
  - TFE731-3 (Jetstar II) ;
  - TFE731-1 (Jetstar 731).
- North American Sabreliner 65 : TFE731-3R-1D (NA265-65 ou NA465) ;
- Textron AirLand Scorpion (en) : TFE731-4R.